# ليام جيويل
ليام جيويل هو راكب الكنو كندي، ولد في 19 مارس 1968.

## وصلات خارجية
- ليام جيويل على موقع أوليمبيديا (الإنجليزية)